# 羅伯遜冰川
羅伯遜冰川（英語：Robertson Glacier），是南極洲的冰川，位於維多利亞地的彭內爾海岸，流經阿納雷山脈地區，最終在斯普林泰爾海崖以東注入埃貝冰川，美國地質調查局根據測量和該國海軍的空中照片繪入地圖，現時由南極條約體系管理。